# L'Orbrie
L'Orbrie är en kommun i departementet Vendée i regionen Pays de la Loire i västra Frankrike. Kommunen ligger i kantonen Fontenay-le-Comte som tillhör arrondissementet Fontenay-le-Comte. År 2022 hade L'Orbrie 801 invånare.

## Befolkningsutveckling
Antalet invånare i kommunen L'Orbrie
| Referens: INSEE |